# 1894年臺灣
|        | 臺灣歷史 \| 台灣歷史年表 |
| 世纪： | 18世纪臺灣 \| 19世纪臺灣 \| 20世纪臺灣 |
| 年代： | 1860年代臺灣 \| 1870年代臺灣 \| 1880年代臺灣 \| 1890年代臺灣 \| 1900年代臺灣 \| 1910年代臺灣 \| 1920年代臺灣                                           |
| 年份： | 1889年臺灣 \| 1890年臺灣 \| 1891年臺灣 \| 1892年臺灣 \| 1893年臺灣 \| 1894年臺灣 \| 1895年臺灣 \| 1896年臺灣 \| 1897年臺灣 \| 1898年臺灣 \| 1899年臺灣 |
| 纪年： | 甲午年（马年）、清朝光绪20年 |

## 政府

### 斯卡羅酋邦

瑯嶠君主：文杰（Bungekaic Garuljigulj）

### 清帝國

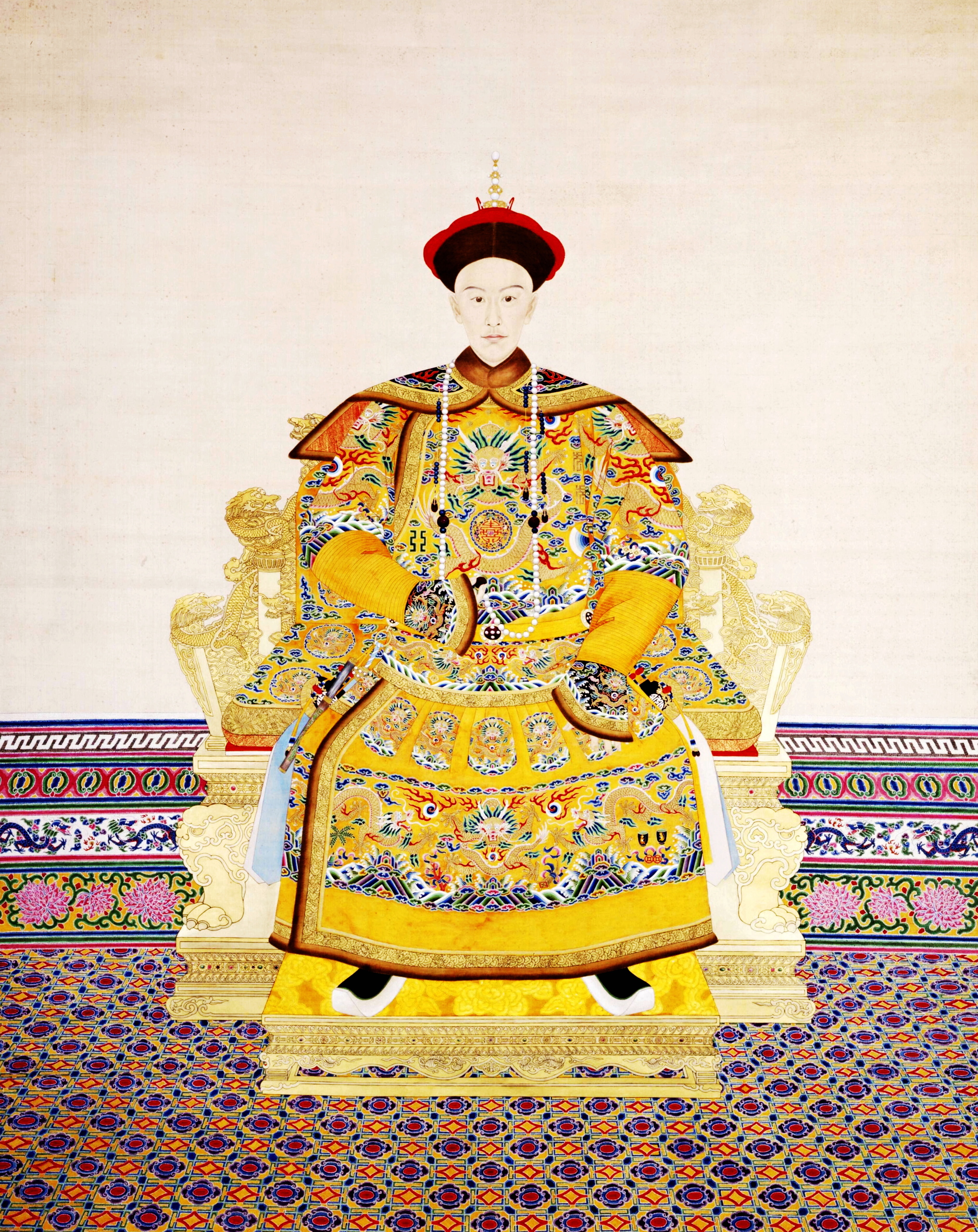
清朝皇帝：光绪帝
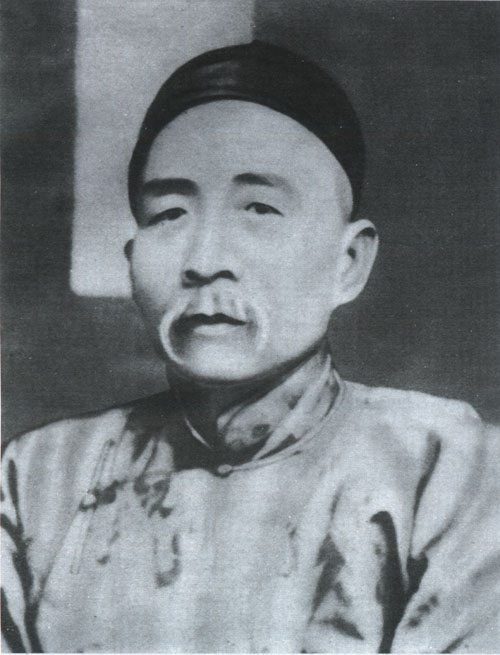
福建臺灣巡撫：唐景崧
福建臺灣布政使：顧肇熙

#### 成員變動

福建臺灣巡撫：邵友濂（調任湖南巡抚）

### 大豹共同體

大豹總頭目：瓦旦·燮促（Watan Syat）

## 大事記
- 中日甲午戰爭爆發，日軍在日、清議和期間，準備佔領澎湖群島。 [1]
- 新任福建臺湾巡抚邵友濂奏请在淡水县海山堡一带添置臺北府分防南雅理番捕盗同知（即“南雅同知”）一员，隶属臺北府；建議厅治设于南仔，管辖一堡（即海山堡）[2]。南雅廳只管需就地即時處理的事務，而治安工作等重大案件仍由新竹、淡水縣掌管[3]:29。
- 清政府擬析淡水縣設南雅廳，廳治置於大嵙崁[4]
- 邵友濂奏請移設台灣首府由原彰化縣橋仔圖（今臺中市）移至台北。
- 欽差行臺落成完工。[5]
- 臺東天官堂建廟。[6]

## 出生
- 7月3日——高文瑞，教育家、政治人物。首任民選臺南縣縣長。（1977年逝世）